# 唭哩岸站
25°7′15.35″N 121°30′22.52″E / 25.1209306°N 121.5062556°E
唭哩岸站，位於台灣台北市北投區唭哩岸（凱達格蘭語：Ki-Irigan）地區，為台北捷運淡水信義線（淡水線）的捷運車站。過去臺灣總督府交通局鐵道部淡水線（戰後改制為臺灣鐵路管理局淡水線；捷運淡水線前身）亦設有名稱相似的「唭里岸」車站，後更名為「石牌」。

## 車站概要
車站位於東華街、西安街間，接近公舘路口；車站編號為R20。捷運興建時曾暫名立農，因附近有以此為名的街道、小學及里別。通車前改為古地名「唭哩岸（凱達格蘭語：Ki-Irigan）」，通車時採威妥瑪拼音作Chili An；唭哩岸為平埔族語，其意義一說為海灣，昔日為舊淡水河向北突出之彎曲地帶，是漢人最早至台開墾的發源地，也是北台灣農地開發之嚆矢。而另一說為湖岸（台北盆地過去曾為大型湖泊）。唭哩岸站的「唭」字讀音為「ㄑㄧ」，與當地習慣發音的「ㄑㄧˊ」讀音並不相同，車廂報站發音仍維持「ㄑㄧ」發音，但英語站名發音則為「ㄑㄧˊ」。2003年國立陽明大學興建圖資大樓，進行地質鑽探，挖出含有鹹水貝殼之唭哩岸石，證明台北盆地內曾經是鹹水湖或海域，「唭哩岸」意涵「海灣」才獲得另一個證據。

## 車站構造

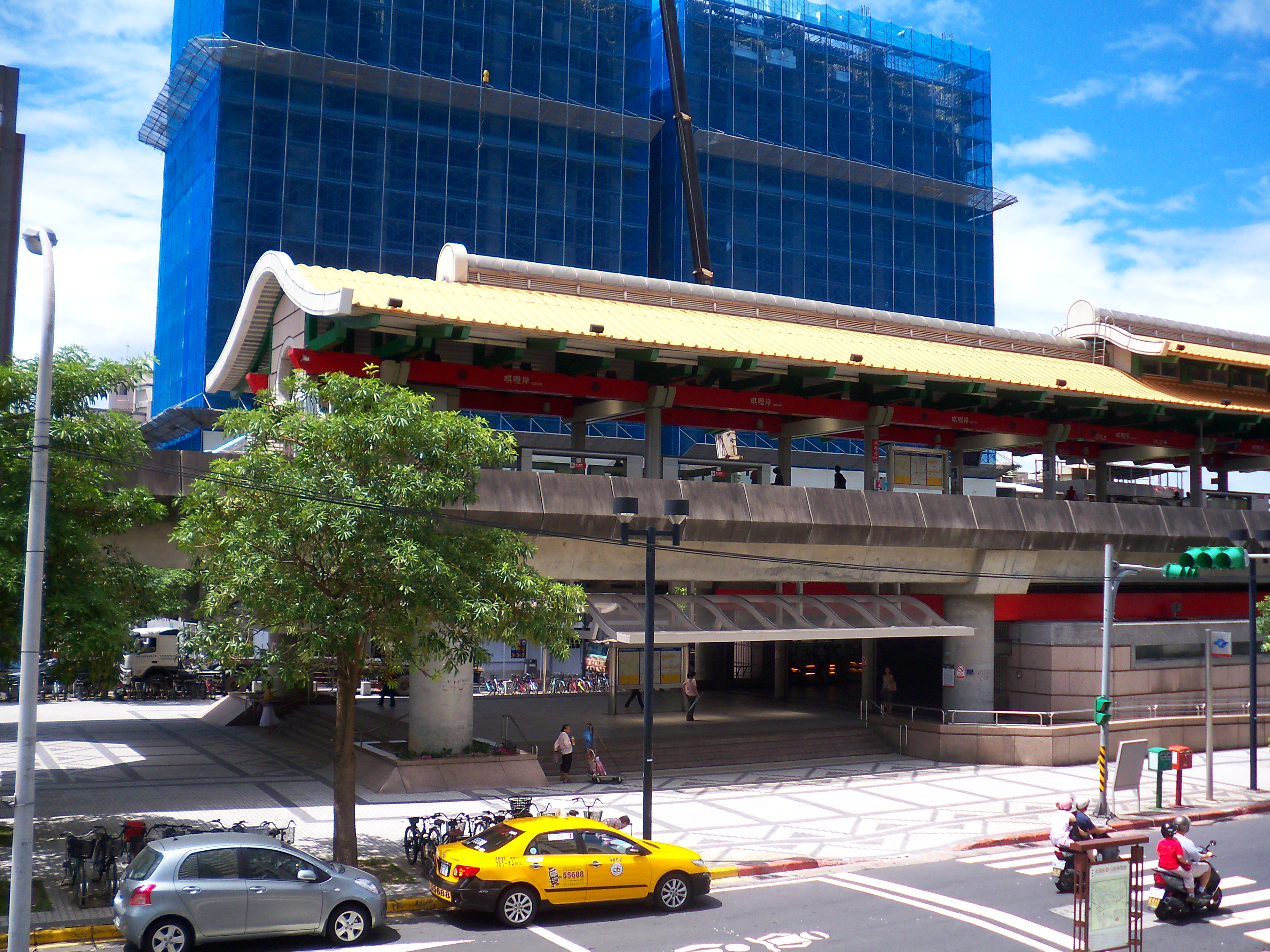
車站外觀

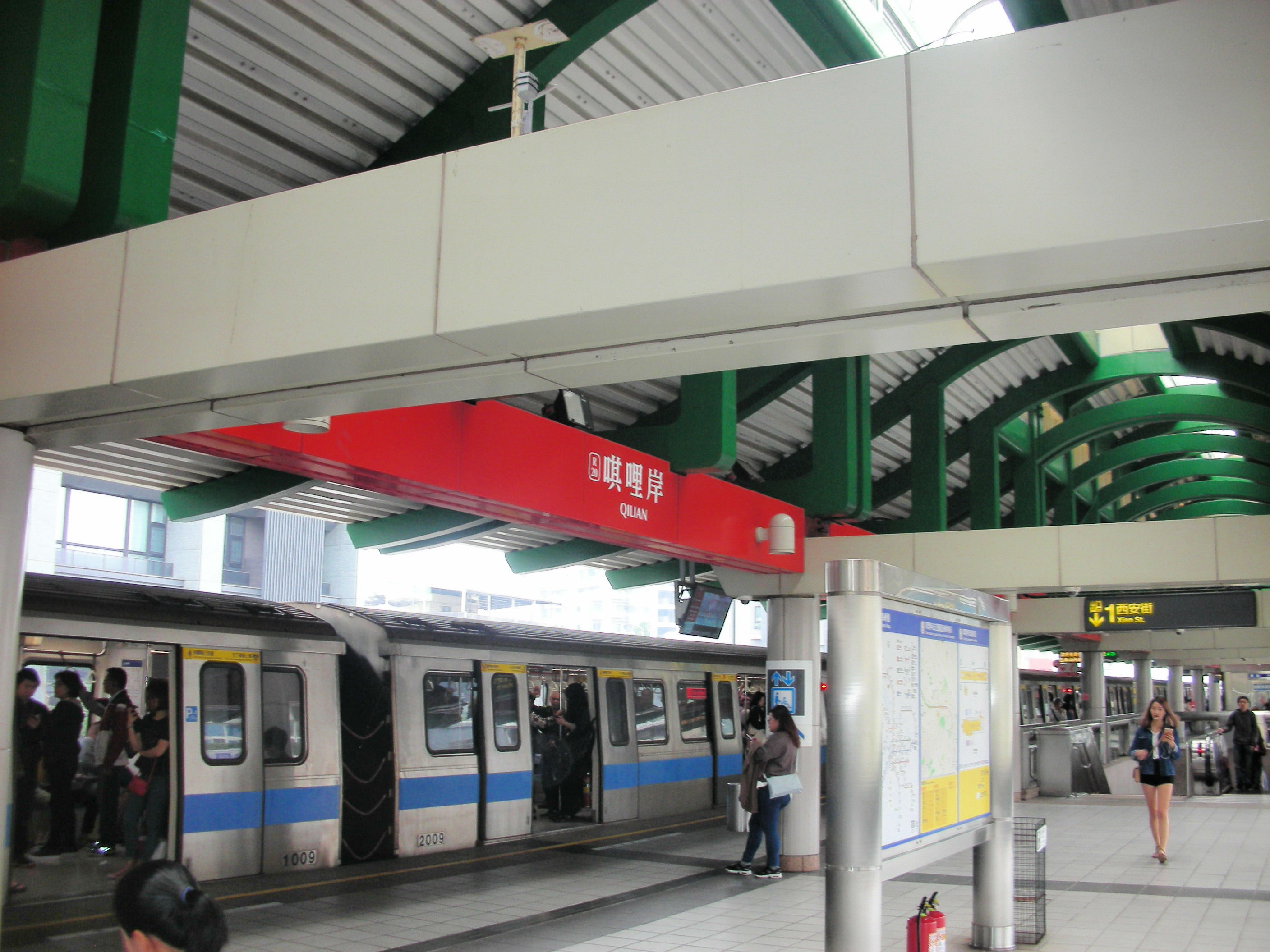
列車停靠於唭哩岸站月台層

高架二層車站，一個島式月台，二個出入口。本站設有半高式月台門。

### 車站樓層
| 地上 二樓 | 一月台             | ←Template:淡水信義線 往淡水／北投方向（R21 奇岩站）                                                             |
| 地上 二樓 | 島式月台，左側開門 | |
| 地上 二樓 | 二月台             | Template:淡水信義線 往象山／大安方向（R19 石牌站）→                                                             |
| 地面      | 大廳 穿堂層        | 出入口、車站大廳、詢問處、自動售票機、驗票閘門、 商店承租空間（iPhone民間維修店面）、洗手間（站體西側付費區內） |

### 車站出口
出口1位於車站南側，出口2位於車站北側。
| 出入口                      | 圖片 | 位置                                  |
| --------------------------- | ---- | ------------------------------------- |
| （西安街）                  |      | 左右兩側為東華街、西安街              |
| （公舘路）                  |      | 鄰西安街；及YouBike捷運唭哩岸站租賃站 |
| 註： 設有電梯 \| 設有手扶梯 |      |                                       |

## 歷史
- 1997年3月28日：隨著捷運淡水線「淡水－中山」段正式通車而啟用。
- 2003年：配合台北市政府改採漢語拼音為主要譯名標準的新政策，站名的官方英譯由原本威妥瑪拼音的Chili An Station改為Qilian Station。[4]
- 2015年6月24日：上午10點36分往淡水方向月台一名女子在列車進站時突然落軌，所幸列車及時緊急煞車沒輾過該名女子，但已造成淡水信義線全線列車影響。捷運公司採取本站至奇岩站以單線雙向營運，並啟動北投站至士林站公車接駁，直到11點16分恢復正常營運。
- 2018年7月24日：半高式月台門正式啟用。
- 2019年2月17日：下午4點30分左右，有旅客通報往大安列車車門玻璃龜裂，站長上車確認安全後，讓該列車繼續營運至大安站為止，並將該列車以不提供載客之方式先行停放於象山站尾軌，收班後送回北投機廠檢修。相隔一小時後，下午5點30分左右一輛賓士車直接飛越衝進車站站內，駕駛疑因疲勞駕駛而致事件發生，幸無人因此受傷。
- 2024年5月7日：加註副站名。

## 利用狀況
根據2024年12月資料，本站每日旅運量約為14,327，在台北捷運各站中排行第96名。
| 年   | 年間      | 年間      | 年間      | 年間  | 單日平均 | 單日平均 |
| 年   | 上車      | 下車      | 上下車計  | 來源  | 上車     | 上下車   |
| ---- | --------- | --------- | --------- | ----- | -------- | -------- |
| 1997 | 457,558   | 398,348   | 855,906   | [ 5 ] | 1,640    | 3,068    |
| 1998 | 1,024,401 | 917,518   | 1,941,919 | [ 5 ] | 2,807    | 5,320    |
| 1999 | 1,489,945 | 1,349,779 | 2,839,724 | [ 5 ] | 4,082    | 7,780    |
| 2000 | 1,962,806 | 1,779,860 | 3,742,666 | [ 5 ] | 5,363    | 10,226   |
| 2001 | 1,930,681 | 1,743,430 | 3,674,111 | [ 5 ] | 不計算   | 不計算   |
| 2002 | 1,997,564 | 1,790,974 | 3,788,538 | [ 5 ] | 5,473    | 10,380   |
| 2003 | 1,944,718 | 1,730,712 | 3,675,430 | [ 5 ] | 5,328    | 10,070   |
| 2004 | 2,047,816 | 1,851,006 | 3,898,822 | [ 5 ] | 5,595    | 10,653   |
| 2005 | 2,099,747 | 1,898,601 | 3,998,348 | [ 5 ] | 5,753    | 10,954   |
| 2006 | 2,121,338 | 1,928,076 | 4,049,414 | [ 5 ] | 5,812    | 11,094   |
| 2007 | 2,128,812 | 1,943,153 | 4,071,965 | [ 5 ] | 5,832    | 11,156   |
| 2008 | 2,294,652 | 2,106,629 | 4,401,281 | [ 5 ] | 6,270    | 12,025   |
| 2009 | 2,283,494 | 2,095,926 | 4,379,420 | [ 5 ] | 6,256    | 11,998   |
| 2010 | 2,339,432 | 2,144,363 | 4,483,795 | [ 5 ] | 6,409    | 12,284   |
| 2011 | 2,448,462 | 2,245,287 | 4,693,749 | [ 5 ] | 6,708    | 12,860   |
| 2012 | 2,537,211 | 2,329,428 | 4,866,639 | [ 5 ] | 6,932    | 13,297   |
| 2013 | 2,568,674 | 2,365,194 | 4,933,868 | [ 5 ] | 7,037    | 13,517   |
| 2014 | 2,619,653 | 2,412,765 | 5,032,418 | [ 5 ] | 7,177    | 13,787   |
| 2015 | 2,657,093 | 2,460,145 | 5,117,238 | [ 5 ] | 7,280    | 14,020   |
| 2016 | 2,665,474 | 2,477,910 | 5,143,384 | [ 5 ] | 7,283    | 14,053   |
| 2017 | 2,675,944 | 2,489,168 | 5,165,112 | [ 5 ] | 7,331    | 14,151   |
| 2018 | 2,734,266 | 2,556,078 | 5,290,344 | [ 5 ] | 7,491    | 14,494   |

## 公車資訊
本站所附屬的公車站牌分別設置在車站兩側、兩條與捷運路線平行的道路旁（東側北行的東華街，與西側南行的西安街），為了區隔站牌的實際位置，站牌分別命名為「捷運唭哩岸站一（東華）」、「捷運唭哩岸站一（西安）」、「捷運唭哩岸站二（東華）」與「捷運唭哩岸站二（西安）」。
| 編號           | 經營業者           | 區間                     | 備註 |
| -------------- | ------------------ | ------------------------ | ---- |
| 216            | 大南汽車           | 新北投－榮總             |      |
| 223            | 大南汽車           | 關渡－青年公園           |      |
| 550            | 大南汽車           | 關渡宮－三王宮           |      |
| 602            | 中興巴士、大南汽車 | 天母－北投               |      |
| 682            | 淡水客運           | 八里－社子               |      |
| 小21           | 大南汽車           | 北投－八仙里             |      |
| 內科通勤專車16 | 大南汽車           | 捷運石牌站－內湖科技園區 |      |

## 車站周邊
- 奇岩公園
- 東華公園
- 立農公園
- 立農公園地下停車場
- 立農國小
- 軍艦岩自然步道
- 北投區慈生宮
- 國立陽明交通大學陽明校區
- 臺北市立圖書館吉利分館
- 臺北市公共自行車租賃系統
  - 捷運唭哩岸站（1號出口）
  - 捷運唭哩岸站（2號出口）

## 腳註

### 來源資料
1. 1 2  . 臺北大眾捷運股份有限公司. 2021-01-15.
2. ↑  .   [2025-03-09]. （原始内容存档于2025-03-12）.
3. ↑  李榮文. . 2003  [2007-11-28]. （原始内容存档于2007-05-20）.
4. ↑  . 蘋果日報. 2003-11-24  [2020-12-27]. （原始内容存档于2021-01-12） （中文（臺灣））.
5. ↑  . 臺北市交通統計資料庫查詢系統. 2019-04-10  [2019-05-05]. （原始内容存档于2019-07-13）.
6. ↑  徐榮崇. . 臺北市文獻委員會. 2015年12月: 頁121–132  [2019-12-28]. ISBN 9789860469875. （原始内容存档于2020-12-07）.

## 外部連結
- 臺北大眾捷運股份有限公司（页面存档备份，存于）
- 臺北市政府捷運工程局（页面存档备份，存于）
- 唭哩岸站位置圖（台北捷運公司）（页面存档备份，存于）
- 唭哩岸站車站剖面相關位置圖（台北捷運公司）（页面存档备份，存于）
- 販賣店現況 （页面存档备份，存于）